# Акшокы (Карагандинская область)
Акшокы (каз. Ақшоқы) — село в Каркаралинском районе Карагандинской области Казахстана. Входит в состав сельского округа Нуркена. Находится на реке Жарлы. Код КАТО — 354853200.

## Население
В 1999 году население села составляло 208 человек (102 мужчины и 106 женщин). По данным переписи 2009 года, в селе проживали 154 человека (77 мужчин и 77 женщин).